# 中信銀行

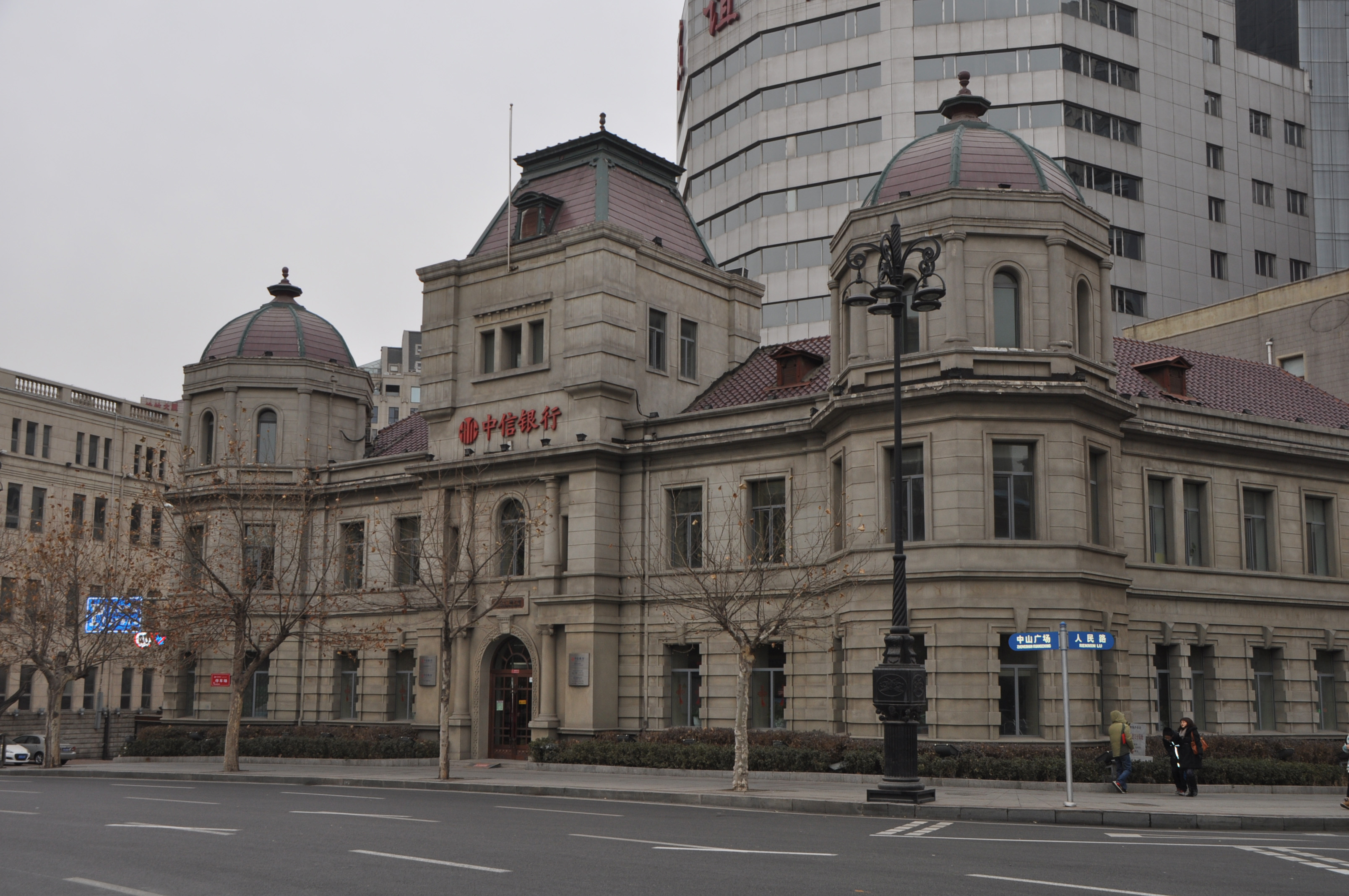
中信銀行（大連支店）

中信銀行（ちゅうしんぎんこう、英文社名 : China CITIC Bank）は、中華人民共和国の北京市東城区に本社を置く商業銀行。中国国務院傘下の中央企業（国有企業）中国中信集団公司のグループ企業の一つとして、1987年2月に設立された。旧名は「中信実業銀行」、2005年末に「中信銀行」を改名。2007年4月には香港証券取引所と上海証券取引所に上場されている。
中信銀行全国には616か所の拠点で営業を展開し、従業員は約24000人。総資産額は17750億元、預金総額は13419億元、貸出総額は10656億元であった。（2009年12月末現在）

## 株主
- 中信集団61.78%
- 香港中央結算 (代理人) 有限公司15.68%
- BBVA10.07%
- GLORYSHARE INVESTMENTS LIMITED. 4.93%
- 全国社会保障基金理事会0.72%